# Zachełmie (województwo dolnośląskie)
Zachełmie (do 1945 niem. Saalberg, do marca 1946 Szczęsnowo) – wieś w Polsce położona w województwie dolnośląskim, w powiecie karkonoskim, w gminie Podgórzyn.

## Podział administracyjny
W latach 1975–1998 miejscowość należała administracyjnie do województwa jeleniogórskiego.
Początkowo była to osada pasterska powstała po wojnie trzydziestoletniej.

## Kultura
Przed 1945 miejscowość słynęła z wyrobu ozdobnych, haftowanych koszuli, które z biegiem czasu stały się bardzo modne i jeszcze przed 1910 znane były w całej Prowincji Śląskiej jako „Saalberger Hemden”. W ślad za koszulami powstał oryginalny zachełmiański strój męski „Saalberger Männertracht”, który ze względu na swój koszt miał charakter odświętny, a przy tym odróżniał mieszkańców Karkonoszy i Kotliny Jeleniogórskiej od pozostałych Dolnoślązaków. Od 2008 tradycję miejscowego haftu wznowiono, korzystając z dawnych wzorów odnalezionych na strychu jednego z domów. 
Po II wojnie światowej w Zachełmiu mieszkał w udostępnionej przez władze willi "Pan Twardowski" kompozytor Ludomir Różycki i skupił się tu na rekonstrukcji utworów zniszczonych podczas wojny. Do roku 2014 mieścił się tu Dom Pracy Twórczej wrocławskiej Akademii Ekonomicznej.
W miejscowości działa Stowarzyszenie Karkonoskie „Zachełmie”.

## Zabytki
W 2014 roku rejestr zabytków Narodowego Instytutu Dziedzictwa nie wykazywał żadnych zabytków we wsi. Gminna ewidencja zabytków obejmuje natomiast budynki nr 5, 10, 12, 17, 21, 26, 30, 31, 38, 39, 43, 47, 47a, 64, 70, 72, nr 1 w Zachełmiu Dolnym, a także stanowiska archeologiczne we wsi

## Szlaki turystyczne
- do Podgórzyna Górnego
- Podgórzyn – Zachełmie – Śmielec[11]